# Agoraea inconspicua
Agoraea inconspicua là một loài bướm đêm thuộc phân họ Arctiinae, họ Erebidae.